# العلاقات الجنوب إفريقية الناوروية
العلاقات الجنوب أفريقية الناوروية هي العلاقات الثنائية التي تجمع بين جنوب أفريقيا وناورو.

## مقارنة بين البلدين
هذه مقارنة عامة ومرجعية للدولتين:
| وجه المقارنة                                              | جنوب أفريقيا | ناورو                          |
| --------------------------------------------------------- | --- | ------------------------------ |
| المساحة (كم2)                                             | 1.22 مليون | 21                             |
| عدد السكان (نسمة)                                         | 57.73 مليون | 10.08 ألف                      |
| الكثافة السكانية (ن./كم²)                                 | 47.32 | 48.00 ألف                      |
| العاصمة                                                   | بريتوريا، بلومفونتين، كيب تاون | ضاحية يارين                    |
| اللغة الرسمية                                             | لغة إنجليزية، اللغة الأفريقانية، اللغة النديبلي الجنوبية، اللغة السوثو الشمالية، اللغة السوتية، لغة سوازي، اللغة التسونجا، اللغة التسوانية، اللغة الفيندية، اللغة الكوسية، اللغة الزولوية | اللغة الناورونية، لغة إنجليزية |
| العملة                                                    | راند جنوب أفريقي | دولار أسترالي                  |
| الناتج المحلي الإجمالي (بليون دولار)                      | 349.42 مليار | 113.88 مليون                   |
| الناتج المحلي الإجمالي (تعادل القوة الشرائية) بليون دولار | 725.91 مليار | 162.98 مليون                   |
| الناتج المحلي الإجمالي الاسمي للفرد دولار أمريكي          | 5.72 ألف | 9.83 ألف                       |
| الناتج المحلي الإجمالي للفرد دولار أمريكي                 | 13.05 ألف |                                |
| مؤشر التنمية البشرية                                      | 0.666 |                                |
| رمز المكالمات الدولي                                      | +27 | +674                           |
| رمز الإنترنت                                              | .za | .nr                            |
| المنطقة الزمنية                                           | ت ع م+02:00، أفريقيا/جوهانسبرغ ‏ | ت ع م+12:00                    |

## منظمات دولية مشتركة
يشترك البلدان في عضوية مجموعة من المنظمات الدولية، منها:
| علم المنظمة | اسم المنظمة                                 | تاريخ انضمام جنوب أفريقيا | تاريخ انضمام ناورو |
| ----------- | ------------------------------------------- | ------------------------- | ------------------ |
|             | يونسكو                                      | 4 نوفمبر 1946             | 17 أكتوبر 1996     |
|             | منظمة حظر الأسلحة الكيميائية                | ?                         | ?                  |
|             | الاتحاد البريدي العالمي                     | ?                         | ?                  |
|             | منظمة الشرطة الجنائية الدولية               | ?                         | ?                  |
|             | الأمم المتحدة                               | 7 نوفمبر 1945             | 14 سبتمبر 1999     |
|             | الاتحاد الدولي للاتصالات                    | 1910                      | 10 يونيو 1969      |
|             | مجموعة دول أفريقيا والكاريبي والمحيط الهادئ | ?                         | ?                  |
|             | دول الكومنولث                               | 11 ديسمبر 1931            | ?                  |

## وصلات خارجية
- موقع وزارة الخارجية الجنوب أفريقية